# Matsuura
Matsuura (松浦市 -shi) é uma cidade japonesa localizada na província de Nagasaki.
Em 2003 a cidade tinha uma população estimada em 21 590 habitantes e uma densidade populacional de 225,53 h/km². Tem uma área total de 95,73 km².
Recebeu o estatuto de cidade a 31 de Março de 1955.

## Cidade-irmã
- Mackay, Austrália